# Fall mit Luftwiderstand
Der Fall mit Luftwiderstand ist die Fallbewegung eines Körpers, zum Beispiel die eines Fallschirmspringers, bei der der Luftwiderstand die Bewegung nicht als freien Fall ablaufen lässt.

## Unterschied zum freien Fall
Ohne Luftwiderstand nimmt bei einem Fall in Erdnähe die Geschwindigkeit {\displaystyle v} des fallenden Körpers um 9,81 m/s pro Sekunde zu. Damit ist der Fall eine gleichmäßig beschleunigte Bewegung. Das heißt, die Geschwindigkeit nimmt linear mit der verstreichenden Fallzeit zu. Die Beschleunigung ist dabei die Erdbeschleunigung. Nach einer Sekunde hat der fallende Körper gegenüber der Erdoberfläche eine Geschwindigkeit von 9,81 m/s (ca. 35 km/h), nach zwei Sekunden 19,62 m/s (ca. 71 km/h) und nach drei Sekunden 106 km/h. Ein Fallschirmspringer hätte nach einer Minute im freien Fall eine Geschwindigkeit von über 2100 km/h erreicht.
Tatsächlich wirkt auf einen Fallschirmspringer jedoch auch der Luftwiderstand, welcher quadratisch mit der Geschwindigkeit zunimmt. Die resultierende Beschleunigung entspricht daher nur am Anfang der Erdbeschleunigung, nachher nimmt sie ab, bis nach etwa sieben Sekunden die Beschleunigung Null wird — der Fallschirmspringer fällt nun mit der Fallgrenzgeschwindigkeit des menschlichen Körpers von ca. 55 m/s (ca. 198 km/h). Diese Geschwindigkeit ist allerdings nicht die maximal erreichbare Geschwindigkeit, sondern diejenige, die bei Einnahme der stabilen, quer zum Fall ausgerichteten Lage mit gespreizten Armen und Beinen erreicht wird. In einer geraden, senkrechten Haltung mit dem Kopf voran ist der Luftwiderstand(skoeffizient) deutlich geringer. In der unteren, also relativ dichten Atmosphäre werden Maximalgeschwindigkeiten knapp über 500 km/h erreicht. Bei einem sehr hohen Absprung aus der Stratosphäre kann in großer Höhe sogar Schallgeschwindigkeit erreicht werden.

## Berechnung mit Differentialgleichungen
Der freie Fall betrachtet den Fall eines Körpers in einem Schwerefeld ohne Einfluss eines umgebenden Mediums bzw. Atmosphäre. Dies ist bei geringen Geschwindigkeiten häufig eine vernünftige Näherung. Soll die Beschleunigung jedoch exakt ermittelt werden, müssen der Auftrieb, die Stokes-Reibung und die Newton-Reibung berücksichtigt werden.

### Fall mit Auftrieb
Das umgebende Medium wirkt mit einer Kraft auf den Körper, die der Gewichtskraft der Masse des verdrängten Mediums entspricht und dieser entgegengesetzt gerichtet ist. Der Auftrieb ist vernachlässigbar, wenn das Verhältnis {\displaystyle \rho _{\text{Körper}}/\rho _{\text{Medium}}\gg 1} gilt, wobei {\displaystyle \rho } die Dichte ist.
Beispielsweise lässt sich der Auftrieb von Luftballons in der Luft oder von Menschen im Wasser nicht vernachlässigen.
Die Auftriebskraft ist:
{\displaystyle F_{\mathrm {A} }=\rho _{0}\cdot V\cdot g=\rho _{\mathrm {K} }\cdot V\cdot \left({\frac {\rho _{0}}{\rho _{\mathrm {K} }}}\cdot g\right)=m\cdot \left({\frac {\rho _{0}}{\rho _{\mathrm {K} }}}\cdot g\right)}
wobei {\displaystyle V} das Volumen des Körpers ist, {\displaystyle \rho _{\mathrm {K} }} seine Dichte und {\displaystyle \rho _{0}} die Dichte des verdrängten Mediums.
Wir definieren
{\displaystyle g_{\mathrm {A} }:={\frac {\rho _{0}}{\rho _{\mathrm {K} }}}\cdot g}
als Auftriebsbeschleunigung.
Damit erhalten wir für die gesamte Kraft:
{\displaystyle F=F_{\mathrm {G} }+F_{\mathrm {A} }=-m\cdot g+m\cdot g_{\mathrm {A} }=-m\cdot (g-g_{\mathrm {A} })=-m\cdot {\tilde {g}}}
wobei
{\displaystyle {\tilde {g}}:=g-g_{\mathrm {A} }=\left(1-{\frac {\rho _{0}}{\rho _{\mathrm {K} }}}\right)\cdot g}
als angepasste Fallbeschleunigung bezeichnet wird.
Die Lösung für diese Differentialgleichung ist dann analog zum freien Fall:
{\displaystyle z(t)=-{\frac {1}{2}}{\tilde {g}}t^{2}+v_{0}t+z_{0}}
Zu beachten ist, dass {\displaystyle {\tilde {g}}} auch negativ sein kann, falls {\displaystyle \rho _{\mathrm {K} }<\rho _{0}}.

### Fall mit Stokes-Reibung

Kräfte am fallenden Körper mit Stokes-Reibung

Bei kleinen Geschwindigkeiten ist die Reibung proportional zur Fallgeschwindigkeit:
{\displaystyle F_{\mathrm {R} }=-\beta v}
mit einem Reibungskoeffizienten {\displaystyle \beta }. Die Bewegungsgleichung in z-Richtung (vertikal) lautet daher
{\displaystyle m{\ddot {z}}=-mg-\beta {\dot {z}}}
bzw.
{\displaystyle m{\dot {v}}=-mg-\beta v.}
Diese Gleichung führt zu den Ausdrücken
{\displaystyle v(t)=-{\frac {mg}{\beta }}\left(1-e^{-\beta t/m}\right)+v_{0}e^{-\beta t/m}}
für die Geschwindigkeit und
{\displaystyle z(t)=\left(v_{0}+{\frac {mg}{\beta }}\right)\left({\frac {m}{\beta }}\right)\left(1-e^{-\beta t/m}\right)-{\frac {mg}{\beta }}t+z_{0}}
für die Höhe. Sowohl die Geschwindigkeit als auch die zurückgelegte Strecke des fallenden Gegenstands hängen von seiner Masse ab, was der Alltagserfahrung entspricht. Die Grenzgeschwindigkeit, welche sich für einen freien Fall mit Stokes-Reibung einstellen würde, beträgt

Kräfte am fallenden Körper mit Newton-Reibung

{\displaystyle \lim _{t\to \infty }v(t)=v_{\infty }=-{\frac {mg}{\beta }}}

### Fall mit Luftwiderstand: Newton-Reibung
Ab einer gewissen kritischen Geschwindigkeit (siehe Reynolds-Zahl) geht die laminare Luftströmung am Körper vorbei in eine turbulente über. Dies führt dazu, dass der Luftwiderstand nun quadratisch von der Geschwindigkeit abhängt: {\displaystyle F_{W}=kv^{2}}
Aus der Bewegungsgleichung {\displaystyle m{\ddot {z}}=-mg+kv^{2}} für eine Bewegung nach unten (d. h. {\displaystyle v<0}) folgt die Differentialgleichung
{\displaystyle m{\dot {v}}=-mg+kv^{2}}.
Diese Differentialgleichung ist vom Riccatischen Typus und somit bei Kenntnis einer partikulären Lösung analytisch lösbar. Eine partikuläre Lösung entspricht dem stationären Zustand
{\displaystyle v(t\rightarrow \infty )=v_{\infty }=-{\sqrt {mg/k}}}.
Daraus ergibt sich für die Geschwindigkeit
{\displaystyle v(t)=-v_{\infty }\tanh \left({\frac {gt}{v_{\infty }}}-\operatorname {artanh} \left({\frac {v_{0}}{v_{\infty }}}\right)\right)}
wobei {\displaystyle \tanh(x)} der Tangens hyperbolicus, {\displaystyle \operatorname {artanh} (x)} der Areatangens hyperbolicus und {\displaystyle v_{0}:=v(t=0)} ist
und {\displaystyle |v_{0}|<|v_{\infty }|} gelten muss.

Zeit-Geschwindigkeitsdiagramm (Zeitachsen-Skalierung ist eher symbolisch zu verstehen)

Der Weg ergibt sich dann direkt als Integral der Geschwindigkeit über der Zeit zu
{\displaystyle z(t)=-{\frac {v_{\infty }^{2}}{g}}\ln {\Biggl (}{\sqrt {1-{\frac {v_{0}^{2}}{v_{\infty }^{2}}}}}\cosh \left({\frac {gt}{v_{\infty }}}-\operatorname {artanh} \left({\frac {v_{0}}{v_{\infty }}}\right)\right){\Biggr )}+z_{0}}
wobei {\displaystyle \ln(x)} der Logarithmus naturalis, {\displaystyle \cosh(x)} der Cosinus hyperbolicus und {\displaystyle z_{0}:=z(t=0)} ist.
Da die Geschwindigkeit quadratisch in die Bewegungsgleichung eingeht, muss der Vorzeichenwechsel bei Bewegungsumkehr im Reibungsterm explizit durch Fallunterscheidung berücksichtigt werden. Die allgemeine Bewegungsgleichung lautet daher
{\displaystyle m{\ddot {z}}=-mg-\operatorname {sgn}(v)kv^{2}}.
Die Lösungen für Zeiten mit {\displaystyle v(t)>0} (momentane Bewegung nach oben) folgen aus obigen Lösungen durch die Substitution {\displaystyle k\rightarrow -k}. Die Konstante {\displaystyle k} ist von der Form des Körpers und von der Dichte des strömenden Mediums (etwa der Luft) abhängig. Es gilt:
{\displaystyle k={\frac {1}{2}}c_{\mathrm {w} }A\rho },
wobei {\displaystyle c_{\mathrm {w} }} der Widerstandsbeiwert, {\displaystyle A} die Körperquerschnittsfläche und {\displaystyle \rho } die Dichte des umgebenden Mediums (Luft) ist.

#### Beispiel: Meteoroid

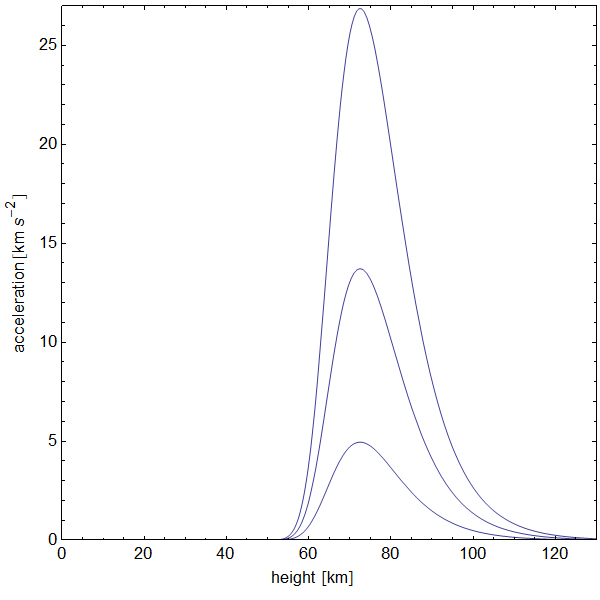
Bremsbeschleunigung, die ein in die Erdatmosphäre stürzender Meteor erfährt; bei höherer Anfangsgeschwindigkeit ergibt sich auch ein höherer Peak (Spitzenwert).

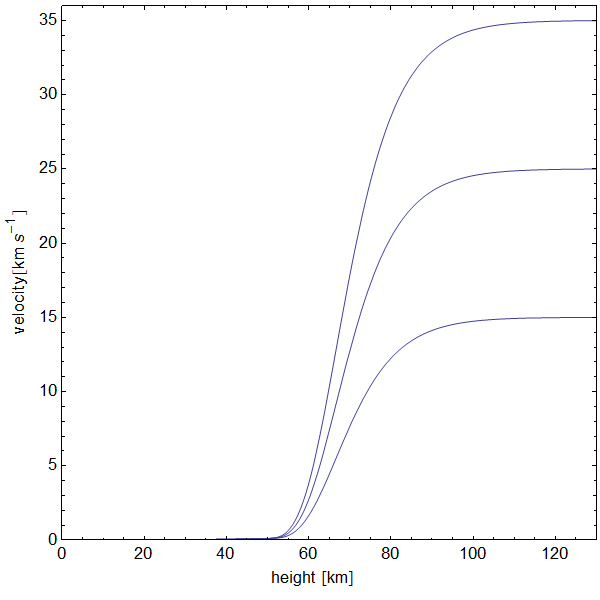
Geschwindigkeitsverlauf des Meteoroiden

Im Folgenden wird angenommen, dass ein kugelförmiger Meteoroid mit dem Querschnitt {\displaystyle A} und der Masse {\displaystyle m} in die Erdatmosphäre eindringt und dabei abgebremst wird. Gesucht sind die Geschwindigkeit und Bremsbeschleunigung des Meteoroiden als Funktion der Höhe über dem Erdboden. Dabei wird von reiner Newton-Reibung ausgegangen, d. h. Effekte durch Überschall, Erhitzung der Luft sowie Druckminderung bis nahe an das Vakuum werden vernachlässigt. Die Gravitationsbeschleunigung der Erde wird mit zunehmender Höhe {\displaystyle h(t)} über der Erdoberfläche kleiner. Es gilt
{\displaystyle a_{\mathrm {grav} }=-g\cdot \left({\frac {r}{r+h(t)}}\right)^{2}},
wobei {\displaystyle r} den Erdradius bezeichnet. Nach der barometrischen Höhenformel beträgt die Luftdichte in dieser Höhe
{\displaystyle \rho (h)=\rho _{0}\cdot e^{-{\frac {Mg}{RT}}h(t)}.}
Dabei ist {\displaystyle \rho _{0}} die Luftdichte am Erdboden, {\displaystyle M} die mittlere molare Masse der Atmosphärengase (0,02896 kg mol−1), {\displaystyle R\,} die universelle Gaskonstante (8,314 J K−1 mol−1) und {\displaystyle T\,} die absolute Temperatur. Der Strömungswiderstand der Luft {\displaystyle F_{L}} bei der Geschwindigkeit {\displaystyle v(t)} ist von dieser Dichte abhängig:
{\displaystyle F_{L}={\frac {1}{2}}\rho (h)C_{w}Av^{2}(t).}
Die effektive Beschleunigung auf den Meteoroid der Masse m entspricht der Gravitationsbeschleunigung abzüglich der Bremsbeschleunigung:
{\displaystyle a_{\mathrm {eff} }={\ddot {h}}(t)=a_{\mathrm {grav} }+{\frac {F_{L}}{m}}}
Setzen wir die obigen Formeln in diese Gleichung ein, so ergibt sich die Bewegungsgleichung des Meteoroiden:
{\displaystyle {\ddot {h}}(t)+g\left({\frac {r}{r+h(t)}}\right)^{2}-{\frac {1}{2m}}\rho _{0}\ \cdot e^{-{\frac {Mg}{RT}}h(t)}C_{w}A\cdot {\dot {h}}^{2}(t)=0}
In den nebenstehenden Diagrammen wurde die Bewegungsgleichung für einen Eisenmeteorit mit dem Volumen V = 1 cm³ und der Masse m = 7,874 g numerisch gelöst. Dabei hat der Meteoroid jeweils die Anfangsgeschwindigkeiten v0 1 = 15 km/s, v0 2 = 25 km/s oder v0 3 = 35 km/s. Es stellt sich heraus, dass ein solcher Körper stets im selben Höhenbereich abgebremst wird, wobei eine größere Masse bei gleichbleibender Dichte alle Kurven in den Diagrammen lediglich nach links verschiebt. Da eine Beschleunigung von 1 km/s² etwa der 102-fachen Erdbeschleunigung entspricht, sind schnelle Meteoroiden einer enormen Kraft ausgesetzt, welche diese in Fragmente zerreißt und aufgrund der hohen Reibungswärme verglühen lässt. Das so entstehende Licht macht einen kleinen Teil der Leuchterscheinung einer Sternschnuppe aus.